# مايكل فان دير مارك
مايكل فان دير مارك (بالهولندية: Michael van der Mark)‏ مواليد 26 أكتوبر 1992 في جودا، هولندا، هو متسابق دراجات نارية هولندي. نافس في سباقات بطولة العالم لفئة 125 سي سي. كما شارك في بطولة العالم للسوبربايك وبطولة العالم للسوبرسبورت.

## وصلات خارجية
- مايكل فان دير مارك على موقع MotoGP.com (الإنجليزية)
- مايكل فان دير مارك على موقع WorldSBK.com (الإنجليزية)
- الموقع الإلكتروني